# 보즈 (코뮌)
보즈(프랑스어: Boz)는 프랑스 오베르뉴론알프 앵주의 코뮌이다. 보즈에 사는 사람을 가리켜 '뷔랭 / 뷔린' (Burhins / Burhines)이라 부른다.

## 지리
보즈는 브레스 지역에 속한 행정구역으로 부르캉브레스에서는 북서쪽으로 39km, 마콩에서는 북동쪽으로 17km 떨어진 곳에 위치해 있다. 코뮌의 면적은 761헥타르이다. 마을 주변은 나무숲 (참나무, 아카시아나무)으로 둘러싸여 있으며 야채밭과 토탄지가 산재해 있다.
손 강을 따라 마을이 조성되어 있는데 이곳을 셀레 (Celet) 항이라고 부른다. 또 하이킹 코스가 조성되어 있는데 이를 따라 양파밭과 목초지가 조성되어 있으며, 그 끝은 마을 중심지에 다다른다.

## 인구
| 연도 | 인구 | ±%    |
| ---- | ---- | ----- |
| 2005 | 464  | —     |
| 2006 | 481  | +3.7% |
| 2007 | 491  | +2.1% |
| 2008 | 485  | −1.2% |
| 2009 | 490  | +1.0% |
| 2010 | 496  | +1.2% |
| 2011 | 498  | +0.4% |
| 2012 | 495  | −0.6% |
| 2013 | 508  | +2.6% |
| 2014 | 512  | +0.8% |
| 2015 | 516  | +0.8% |
| 2016 | 515  | −0.2% |

## 역사
보즈 마을이 문헌상에 언급된 것은 11세기까지 거슬러 올라간다. 다만 셀레 항 부근의 발굴 현장에서 청동시대의 것으로 보이는 부싯돌과 뼈가 발견된 적이 있다. 고대 로마 시대에는 확실히 사람이 많이 거주한 것으로 보이며 그 증거로 수많은 집터 유적을 들 수 있는데, 어느 유적에서는 로마 시대의 도자기, 메달, 조그만 청동 두상이 나오기도 했다.
11세기 기록에서는 '보스코보카투르' (Bosco vocatur)란 지명으로 등장하며 수년 후에는 '보 마을' (Villa Bo)로 불렸다. 이후 14세기에는 '보스' (Bos)가 되었고 16세기에 들어서는 '보스크' (Bosc)로 불리다 지금의 이름이 되었다. 지명 자체는 숲을 의미하는 단어 '부아' (bois)에서 유래하였다.

## 갤러리

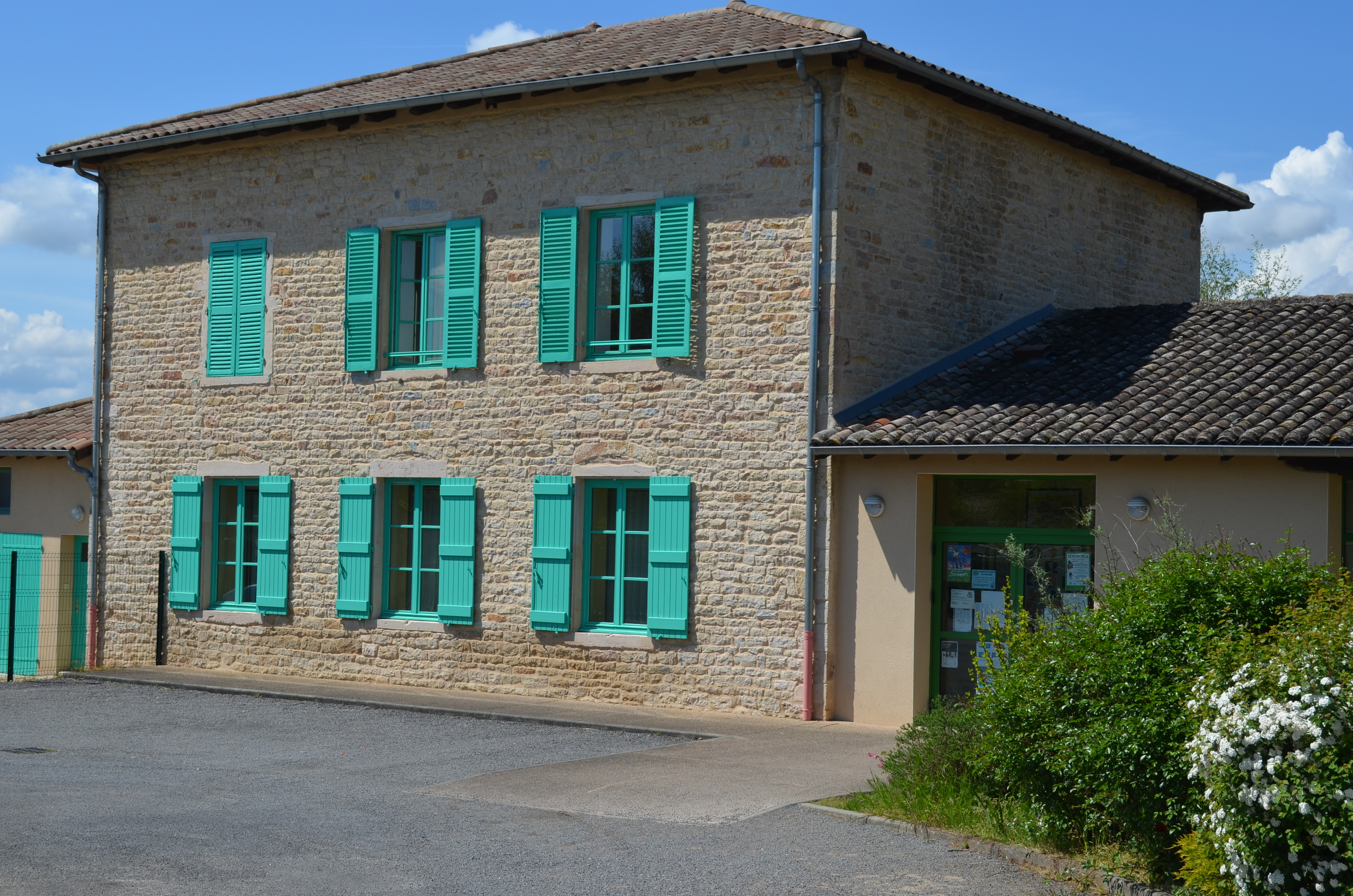
보즈 학교
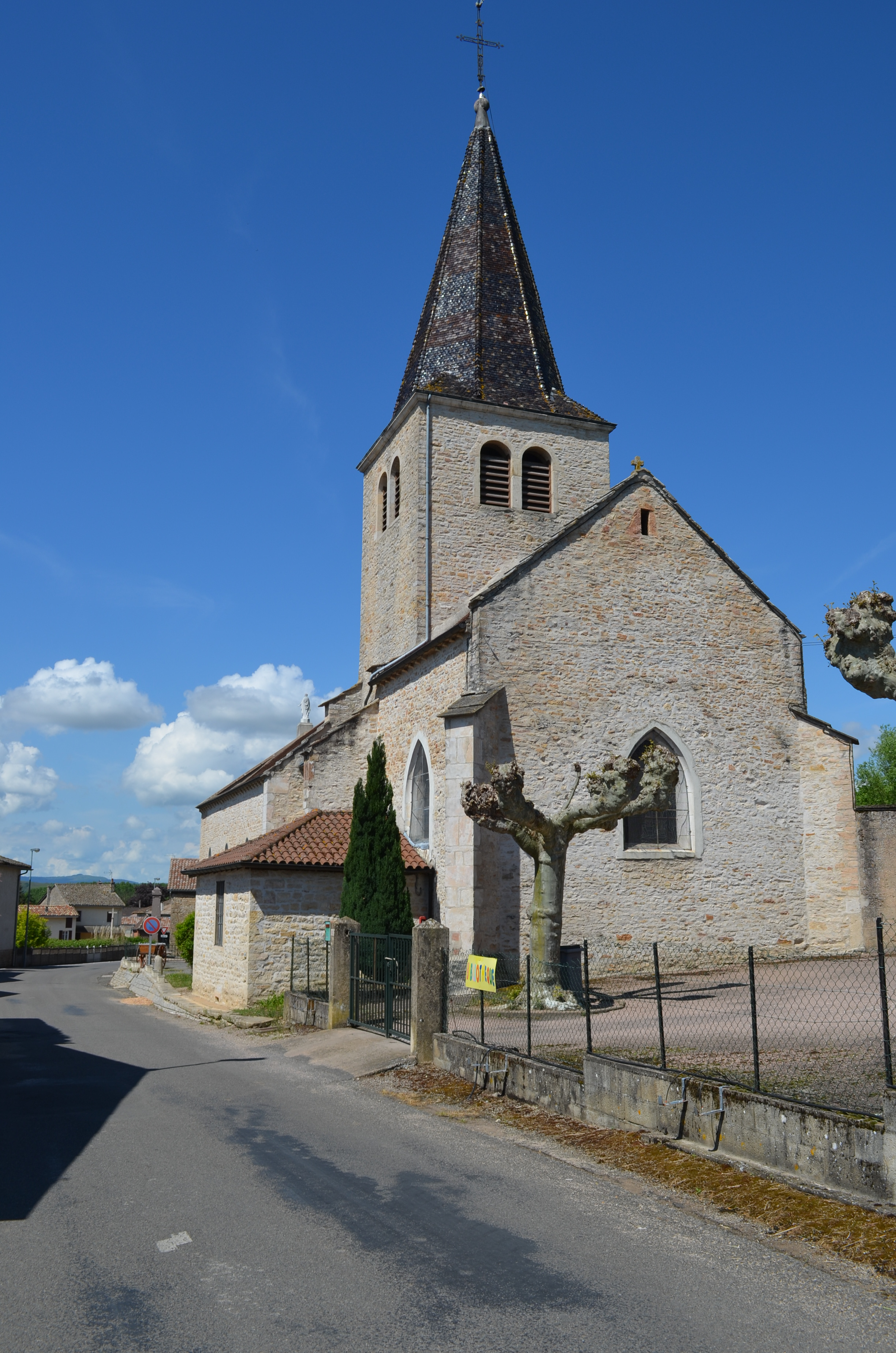
보즈 교회와 시계

## 같이 보기
- 앵 주의 코뮌 목록